# 沈鳴雷
沈鳴雷（1563年—？），號禹陽，湖廣岳州府臨湘縣人，明朝政治人物。

## 生平
萬曆十六年（1588年）戊子科湖廣鄉試舉人，十七年（1589年）己丑科三甲第三十七名進士。兵部觀政，授廬陵縣知縣，二十三年（1595年）升南京刑部主事，二十六年（1598年）升郎中，二十八年（1600年）出為廣州府知府，三十三年（1605年）三月升廣東按察司副使。三十四年（1606年）十二月以不謹去職。蒞治清廉，居家孝友，邑里仰重，入祀鄉賢祠。

## 家族
曾祖沈鎮；祖父沈廷瑚；父沈植。